# Nefilim
Nefilim (hebraico:. נְפִילִים) termo derivado do hebraico naphal (ele caiu), é um termo que ocorre três vezes na Bíblia, em Gênesis 6:4, Números 13:33 e Sabedoria 14:06.
A Septuaginta traduziu o termo pela palavra grega que significa, literalmente, nascido da terra, e as traduções seguintes verteram o termo para gigantes. Lutero traduziu nefilim como tiranos.
O livro de Enoque relata como anjos chamados Sentinelas tomaram mulheres por esposas e geraram gigantes chamados Nefilins. Esses gigantes são descritos como guerreiros corajosos e cruéis, que se voltaram contra os próprios seres humanos.
Outro cristão que defende essa tese é o ex-pastor Caio Fábio no livro "Nephilim".
Todas as referências de gigantes que aparecem nos livros de Erich von Däniken também apontam para os Nefilins, bem como os escritos de Zecharia Sitchin que ao se referir aos Anunakis das tabuletas do povo sumério também apontam para os Nefilins.
Os gigantes que aparecem no Antigo Testamento bíblico deixaram de existir no período do Rei Davi, quando possivelmente foram todos dizimados. O próprio gigante Golias, morto por Davi era um descendente longínquo dos Nefilins, mas bem inferior aos primeiros que aparecem no período pré-diluviano e que são possivelmente os principais motivadores da destruição daquele mundo antigo, conforme II Pedro 2:4 e Judas 6.
Segundo Adam Clarke, a tradução de nefilim como gigantes é um erro: o texto de Gênesis faz uma distinção entre os filhos dos homens e os filhos de Anjos; os filhos dos homens seriam os nefilim, homens caídos e nascidos da terra, com a mente animalesca e diabólica, contrastando com os filhos de Anjos. Esta distinção seria entre os pecadores e os santos. Os nefilim teriam se tornado giborim, do hebraico gabar (eles prevaleceram, foram vitoriosos) que significa conquistadores ou heróis.
Carl Friedrich Keil e Franz Delitzsch também entendem que a tradução de nefilim como gigantes a um erro. Segundo estes autores, a interpretação de Gênesis 6:4 é controversa, porém eles rejeitam como absurda a ideia de que a passagem se refere à reprodução entre anjos (filhos de Deus) e filhas dos homens, produzindo uma raça de monstros, como se fossem semideuses, demônios ou anjos-homens. Segundo Keil e Delitzsh, os nefilim, ou seja, os tiranos, já habitavam a terra antes dos filhos de Deus (descendentes de Sete) terem filhos com as filhas dos homens (descendentes de Caim), e continuaram existindo depois que nasceram os filhos destas uniões.
A. H. Sayce, porém, ao comentar sua tradução de uma inscrição de Tiglate-Pileser I, interpretou que a palavra naplu, que ele verteu como o poderoso destruidor, era a mesma palavra que nefilim, ou gigantes. Senaqueribe também menciona Napallu como um deus protetor.